# Монтичело Конте Ото
Монтичело Конте Ото (итал. Monticello Conte Otto) је насеље у Италији у округу Виченца, региону Венето.
Према процени из 2011. у насељу је живело 7361 становника. Насеље се налази на надморској висини од 43 м.

## Становништво
Према резултатима пописа становништва 2011. у општини је живело 9.156 становника.
| 1931. | 1936. | 1951. | 1961. | 1971. | 1981. | 1991. | 2001. | 2011. |
| ----- | ----- | ----- | ----- | ----- | ----- | ----- | ----- | ----- |
| 2.996 | 3.264 | 3.581 | 3.807 | 4.619 | 6.641 | 8.334 | 8.790 | 9.156 |